# Asphondylia ulei
Asphondylia ulei är en tvåvingeart som beskrevs av Rubsaamen 1908. Asphondylia ulei ingår i släktet Asphondylia och familjen gallmyggor. Inga underarter finns listade i Catalogue of Life.